# Hey Girl
Singles de Tribal King
Façon Sex
(2006) Hands Up
(2008)
Pistes de Welcome
4. Maman 6. Trop d'alcool
Hey Girl est une chanson du duo français Tribal King sortie le 20 novembre 2006 sous le label Universal. Deuxième single extrait de leur premier album studio Welcome, la chanson a été écrite par Jean-Michel Padilla, David Ployer, Anthony Sansault et produite par Jean-Michel Padilla.

## Liste des pistes
CD-Single
1. Hey Girl (Radio Edit)	- 3:37
2. Hey Girl (Club Mix) - 5:21
3. Hey Girl (Tom Snare Mix) - 6:42
4. Hey Girl (Tech House Mix) - 5:50

## Classement par pays
| Classement (2006)                       | Meilleure position |
| --------------------------------------- | ------------------ |
| Belgique (Wallonie Ultratop 50 Singles) | 27                 |
| France (SNEP)                           | 15                 |
| France (Club 40)                        | 8                  |